# Arza, Podgorica
Arza este un sat din municipiul Podgorica, Muntenegru. Conform datelor de la recensământul din 2003, localitatea are 55 de locuitori (la recensământul din 1991 erau 182 de locuitori).

## Demografie
În satul Arza locuiesc 40 de persoane adulte, iar vârsta medie a populației este de 36,2 de ani (40,5 la bărbați și 32,8 la femei). În localitate sunt 10 gospodării, iar numărul mediu de membri în gospodărie este de 5,20.
|  |

| Demografie | Demografie | Demografie |
| An         | Locuitori  | Locuitori  |
| ---------- | ---------- | ---------- |
|            |            |            |
|            |            |            |
|            |            |            |
|            |            |            |
| 1948       | 120        |            |
| 1953       | 104        |            |
| 1961       | 116        |            |
| 1971       | 155        |            |
| 1981       | 156        |            |
| 1991       | 182        | 48         |
| 2003       | 165        | 55         |

| \| Componența etnică conform recensământului din 2003[2] \| Componența etnică conform recensământului din 2003[2] \| Componența etnică conform recensământului din 2003[2] \| Componența etnică conform recensământului din 2003[2] \| Componența etnică conform recensământului din 2003[2] \| \| ----------------------------------------------------- \| ----------------------------------------------------- \| ----------------------------------------------------- \| ----------------------------------------------------- \| ----------------------------------------------------- \| \| \| \| \| \| \| \| Albanezi \| Albanezi \| \| 51 \| 92,72% \| \| Germani \| Germani \| \| 2 \| 3,63% \| \| Muntenegreni \| Muntenegreni \| \| 1 \| 1,81% \| \| necunoscută \| necunoscută \| \| 0 \| 0% \| |              |  |    |        |
| Componența etnică conform recensământului din 2003 |              |  |    |        |
| |              |  |    |        |
| Albanezi | Albanezi     |  | 51 | 92,72% |
| Germani | Germani      |  | 2  | 3,63%  |
| Muntenegreni | Muntenegreni |  | 1  | 1,81%  |
| necunoscută | necunoscută  |  | 0  | 0%     |